# Diego de Ordás
Diego de Ordás, conocido también como Diego de Ordaz o de Ordax, (Castroverde de Campos, 1480-Océano atlántico, 1532) fue un militar, adelantado y explorador español, acompañante también de Hernán Cortés en la Conquista de México.

Escudo de Armas de Diego de Ordás, con una representación del volcán Popocatépetl

## Su carrera militar

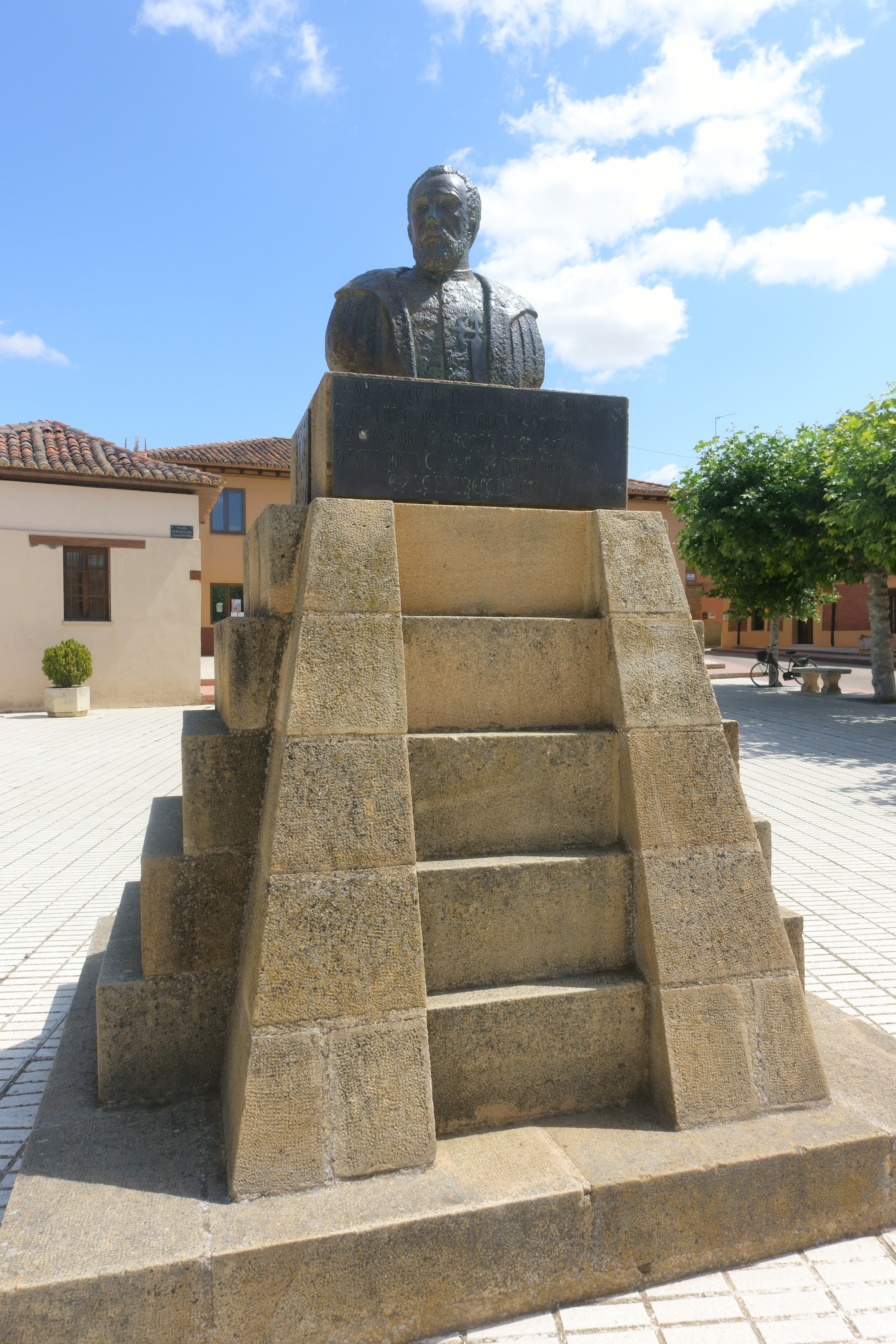
Monumento a Diego de Ordás en Castroverde de Campos

Hijo de Lope de Ordaz y de Inés Girón, llegó muy joven a Cuba, donde sirvió a las órdenes de Diego de Velázquez y formó parte de las primeras exploraciones a Colombia y Panamá. Se unió a Hernán Cortés en la expedición que este armó para la Conquista de México. El 25 de marzo de 1519, en la batalla de Centla, cerca del río Grijalva, en Tabasco, contra los guerreros mayas tuvo una importante participación y fue uno de quienes fueron reconocidos por la victoria obtenida.
Fue el primer europeo en ascender a la cima del volcán Popocatépetl en compañía de dos compañeros de armas causando una gran impresión entre los nativos que acompañaban la expedición de Cortés. Por tal hazaña y méritos militares, el emperador Carlos V le otorgó, mediante decreto expedido el 22 de octubre de 1525, el derecho de poseer un escudo de armas con una vista del volcán. Así lo cuenta Bernal Díaz del Castillo: 

El volcán que está junto a Guaxocingo echaba en aquella sazón mucho fuego, de lo cual nuestro capitán Cortés y todos nosotros nos admiramos de ello y un capitán de los nuestros que se decía Diego de Ordás tomóle codicia de ir a ver qué cosa era (...) y después de bien visto muy gozoso el Ordás volvió con sus compañeros (...) y cuando fue Diego de Ordás a Castilla lo demandó por armas (quiso incluir el volcán en su escudo de armas) a su majestad, e así las tiene ahora un su sobrino que vive en la Puebla
 Bernal Díaz del Castillo

Participó en la conquista de la Gran Tenochtitlan con el grado de capitán. En la noche de la derrota española, llamada la Noche Triste, fue herido por los guerreros aztecas. Después de la victoria española exploró las tierras de Oaxaca y Veracruz, y navegó por el río Coatzacoalcos.
Fue enviado a España en 1521 para presentar en la corte española la narración de la conquista del Imperio azteca y tratar de obtener para Cortés el nombramiento de gobernador y capitán general de la Nueva España.
Díaz del Castillo recuerda que Ordaz era tartamudo, y menciona que convivió con una princesa indígena cedida por los habitantes de Coatzacoalcos como agradecimiento por interceder por ellos ante sus opresores mexicas, aunque se desconoce si tuvo hijos con ella.

## De regreso a América
Regresó a México alrededor de 1525. A pesar de su reconocimiento de valiente y temerario, también tuvo la fama de cobarde, pues en este año fue enviado por los partidarios de Cortés a buscarle a las Hibueras, y enterado en el camino del fin tenido por el capitán Francisco de Medina (los indios de Xicalanco lo tomaron preso y lo sacrificaron en un ritual guerrero que consistía en encajarle por todo el cuerpo rajas de teas resinosas encendidas para que se asase poco a poco) y siendo imposible el paso por otro lugar, decidió regresar y no enfrentar a los mayas. Desde Cholula regresó a México y ahí dijo que, puesto que era público y notorio que Cortés había muerto no había menester de irle a buscar. Así lo cuenta Antonio de Herrera en su historia de las Indias (década tercera, libro sexto capítulo 12): “También intentó lo mismo el capitán Diego de Ordás, pero siendo avisado del suceso de Medina, se volvió: y porque no le tuviesen por cobarde, dijo que Hernando Cortés era muerto o porque así lo creyó o porque tal era la fama”.
Díaz del Castillo añade que Cortés reprochó a Ordás la precipitación de declararle muerto, a lo que Ordás afirmó que jamás había pronunciado tal cosa y que sus cartas fueron tergiversadas por el enemigo de Cortés, Gonzalo de Salazar, quien llevó la campaña en su contra. Ordás continuó entre los aliados de Cortés después de este incidente, y en agosto de 1529 se le concedió la propiedad del Peñón de los Baños, en las cercanías de la Ciudad de México.
Tornó a España por segunda vez y allá presenció --fue el único capitán conquistador de la Nueva España testigo de aquel hecho-- la segunda y acomodaticia boda de Hernán Cortés, celebrada en Béjar en 1529. Arregló sus asuntos ante las autoridades reales con fortuna pues solicitó y le fue concedido el derecho de explorar las tierras del mítico El Dorado, que se creía se encontraba tierra adentro de lo que hoy es Venezuela; así fue como se embarcó por tercera vez rumbo a América. En 1531 llega al poblado indígena de Uyapari (actual Barrancas) para explorar el río Orinoco.

## Su muerte
Finalmente abandonó la búsqueda de El Dorado y murió en alta mar en 1532, en un viaje de regreso a España.

## Reconocimientos
En el año 1952, Venezuela fundó una ciudad a orillas del Orinoco llamada Puerto Ordaz en honor a Diego de Ordás quien fue el primer europeo en explorar la región. Fundada simultáneamente con Ciudad Piar, su ciudad gemela, como puerto de exportación minera a orillas del río Caroní, en el punto donde este desemboca en el río Orinoco.
Posteriormente el 2 de julio de 1961 se dio la fundación de una ciudad planificada que fue nombrada Ciudad Guayana. Esta ciudad incluyó el área urbana de Puerto Ordaz en el centro, al oeste la Zona Industrial Matanzas y la ciudad de San Félix al este conformando la mayor ciudad del suroriente venezolano, además del principal centro industrial, económico y financiero de la región.

## En las artes y la cultura popular
El ascenso de Ordaz al volcán Popocatépetl constituye el argumento de la película Epitafio (2015), dirigida por Rubén Ímaz Castro y Yulene Olaizola.
Diego de Ordaz es también uno de los principales personajes de la novela histórica de autor desconocido Jicoténcal, publicada en Filadelfia en 1826, atribuida al filósofo cubano Félix Varela, al escritor español Félix Mejía y, en años más recientes, al poeta cubano-mexicano José María Heredia.